# النور پاول
 النور پاول (انگلیسی: Eleanor Powell؛ ۲۱ نوامبر ۱۹۱۲ – ۱۱ فوریهٔ ۱۹۸۲) یک هنرپیشه اهل ایالات متحده آمریکا بود.
از فیلم‌ها یا برنامه‌های تلویزیونی که وی در آن نقش داشته است می‌توان به ترانه ۱۹۳۶ برادوی اشاره کرد.